# Tehelné pole
Tehelné pole sau stadionul național de fotbal (slovacă Národný futbalový štadión) este un stadion cu destinație multiplu din Bratislava, Slovacia. A fost finalizat în 2019 și este folosit pentru meciurile de fotbal, inclusiv meciurile de acasă ale ŠK Slovan Bratislava și ale echipei naționale de fotbal din Slovacia. Acest proiect vizează asistența reciprocă între binecunoscutul antreprenor slovac Ivan Kmotrík în calitate de proprietar al ŠK Slovan Bratislava și Guvernul Slovaciei. Stadionul are o capacitate de 22.500 de spectatori și a înlocuit vechiul stadion Tehelné, care a fost demolat în vara anului 2013.